# Anne II de Stolberg
 (mars 2023).
Si vous disposez d'ouvrages ou d'articles de référence ou si vous connaissez des sites web de qualité traitant du thème abordé ici, merci de compléter l'article en donnant les références utiles à sa vérifiabilité et en les liant à la section « Notes et références ».
La comtesse Anne de Stolberg-Wernigerode, née le 28 janvier 1504 au château de Stolberg et morte le 4 mars 1574 à Quedlinbourg, est un membre de la maison de Stolberg, fille du comte Bodon VIII de Stolberg-Wernigerode. Elle règne sous le nom d'Anne II comme princesse-abbesse de Quedlinbourg de 1516 jusqu'à sa mort. Elle est élue princesse-abbesse à l'âge de douze ans, pour succéder à Madeleine d'Anhalt.

## Biographie
Elle est née à Stolberg, fille aînée et l'une des douze enfants du comte Bodon VIII de Stolberg-Wernigerode (1467–1538) et de son épouse Anne d'Eppstein-Königstein (1482–1538). Sa jeune sœur Julienne de Stolberg (1506–1580) est le précurseur de la maison d'Orange-Nassau.
Elle est la première abbesse protestante de Quedlinbourg, ayant embrassé le Luthéranisme en 1539. Anne n'a pas osé exprimer sa confession évangélique pendant le règne de Georges de Saxe. Cependant, George est mort en 1539, et est remplacé par frère, Henri IV de Saxe, qui est protestant. Anne II est libre d'exprimer publiquement sa foi luthérienne et introduire la Réforme à Quedlinbourg. Ce faisant, Anne II perd certains des privilèges et compétences traditionnellement accordée aux territoriale des abbesses. Cependant, la réforme offre la possibilité aux religieuses de rompre leurs vœux. Anne II permet aux religieuses de Quedlinbourg de quitter l'abbaye et de se marier si elles le désirent.
Anne, qui gouverne un grand territoire, établit le luthéranisme, dans toutes les dépendances de son territoire. Le chœur de l'Église de l'Abbaye est abandonné et les offices monastiques réduits à quatre. Cela aboutit à l'abrogation de la religion catholique à l'abbaye de Quedlinbourg.
Durant son règne, elle établit un consistoire et définit les salaires pour l'école et les responsables de l'église. Elle fait adhérer tous les prêtres à la Confession d'Augsbourg. Elle transforme un monastère franciscain en école, bien que l'ordre ait soulevé des objections à sa décision. Malgré son adhésion au protestantisme, à la fois le Pape et l'Empereur du Saint empire Romain lui donnent la permission de choisir une abbesse coadjutrice lorsqu'elle exprime un besoin d'aide dans les dernières années.
Anne est morte le 4 mars 1574, à l'âge de soixante-dix ans et est remplacée par la comtesse Elisabeth de Regenstein-Blankenburg (Élisabeth II) le jour suivant.